# The Faulkland Quiz
The Faulkland Quiz là một tuần báo của Mỹ có trụ sở tại Faulkland, Delaware. Tờ báo được thành lập, biên tập, xuất bản bởi John T. Mullins và đã hoạt động ít nhất một năm, trước khi ngừng xuất bản trong khoảng 1893. Tính đến đầu năm 1893, tờ báo có số lượng phát hành là 1.000 và tiêu ngữ của báo là "For the masses..."

## Lịch sử
The Faulkland Quiz thành lập vào mùa xuân năm 1892 bởi John T. Mullins, một cư dân 18 tuổi sống tại Faulkland. Mullins đã nảy sinh niềm hứng thú với báo chí từ khi còn nhỏ và cũng từng quản lý một tờ báo mang tên là Agent's Guide, ra mắt bốn năm trước tuần báo này. Mullins vừa là nhà xuất bản vừa là biên tập viên của tờ báo; tờ báo bao gồm "một chút tin tức địa phương, nhiều tin tức lấy từ dịch vụ điện tín quốc gia và một lượng đáng kể nội dung văn chương". The Quiz ra số mới vào mỗi thứ bảy hàng tuần, với một tiêu ngữ nổi bật trên trang đầu của báo bắt đầu bằng cụm "For the masses..."  (tạm dịch: "Vì quần chúng..."). Số tiền để đăng ký đặt mua báo là 1 USD, và mỗi ấn bản của tờ báo dài bốn trang.
Một trang báo ở Wilmington đã viết về The Faulkland Quiz vào tháng 5 năm 1892, rằng: "[tờ báo] hiện nay đã phát hành đến số thứ tư. Chất lượng của tờ báo được cải thiện qua từng số và chắc chắn sẽ là một ấn phẩm dẫn đầu tại vùng nông thôn quận New Castle trong thời gian ngắn". Mỗi số báo đều có một đề mục "Local Quiz", dành để bàn luận về sự kiện diễn ra tại địa phương. Báo cũng bao gồm mục tin tức địa phương ở Pennsylvania và tin tức nổi bật từ những bang khác trong khu vực Trung Đại Tây Dương.
Tương tự như các tờ báo khác thời kỳ đó, The Quiz có bao gồm tin tức được quan tâm và phát biểu hư cấu. Tuy vậy, điểm khác biệt ở đây là việc báo chứa một mục hình minh họa mô tả chi tiết xu hướng thời trang đương thời của phụ nữ, với một bài báo viết về nguồn cung cấp xương cá voi, mặt hàng thường được sử dụng trong các bộ quần áo của phụ nữ giai đoạn này. Một số lượng lớn quảng cáo đã được chèn vào tờ báo, nhiều trong số đó là quảng cáo sức khoẻ, nói về giải pháp để trị những bệnh như bệnh về gan, phong thấp và chứng chảy dịch. Giá quảng cáo cho ần xuất hiện đầu tiên là năm xu mỗi ô và ba xu cho các ô tiếp sau.
Có rất ít thông tin về lịch sử The Quiz, và số phát hành cuối cùng của tờ báo vẫn chưa rõ là vào lúc nào. Nhà sử học quận Delaware Scott Palmer đoán rằng The Faulkland Quiz dừng hoạt động khi Mullins nhận lời làm biên tập viên cho tờ Evening Journal vào tháng 10 năm 1892. Tuy nhiên, The Quiz đã được liệt kê trong ấn bản năm 1893 của American Newspaper Directory, nghĩa là tờ báo có thể vẫn tiếp tục xuất bản sau thời điểm trên, mặc dù tờ báo đã chắc chắn dừng viết tính tới tháng 9 năm 1894, khi Mullins bắt đầu theo học Trường Đại học Delaware (nay là Đại học Delaware).